# Wy-dit-Joli-Village
 Wy-dit-Joli-Village  es una población y comuna francesa, en la región de Isla de Francia, departamento de Valle del Oise, en el distrito de Pontoise y cantón de Magny-en-Vexin.

## Demografía
| 484 | 407 | 451 | 529 | 420 | 414 | 440 | 404 | 420 | 390 | 392 | 366 | 348 | 312 | 300 | 289 | 280 | 272 | 263 | 299 | 268 | 284 | 267 | 239 | 245 | 227 | 228 | 206 | 158 | 233 | 262 | 307 |
| Para los censos de 1962 a 1999 la población legal corresponde a la población sin duplicidades (Fuente: INSEE [Consultar]) |     |     |     |     |     |     |     |     |     |     |     |     |     |     |     |     |     |     |     |     |     |     |     |     |     |     |     |     |     |     |     |